# ترب وحشی

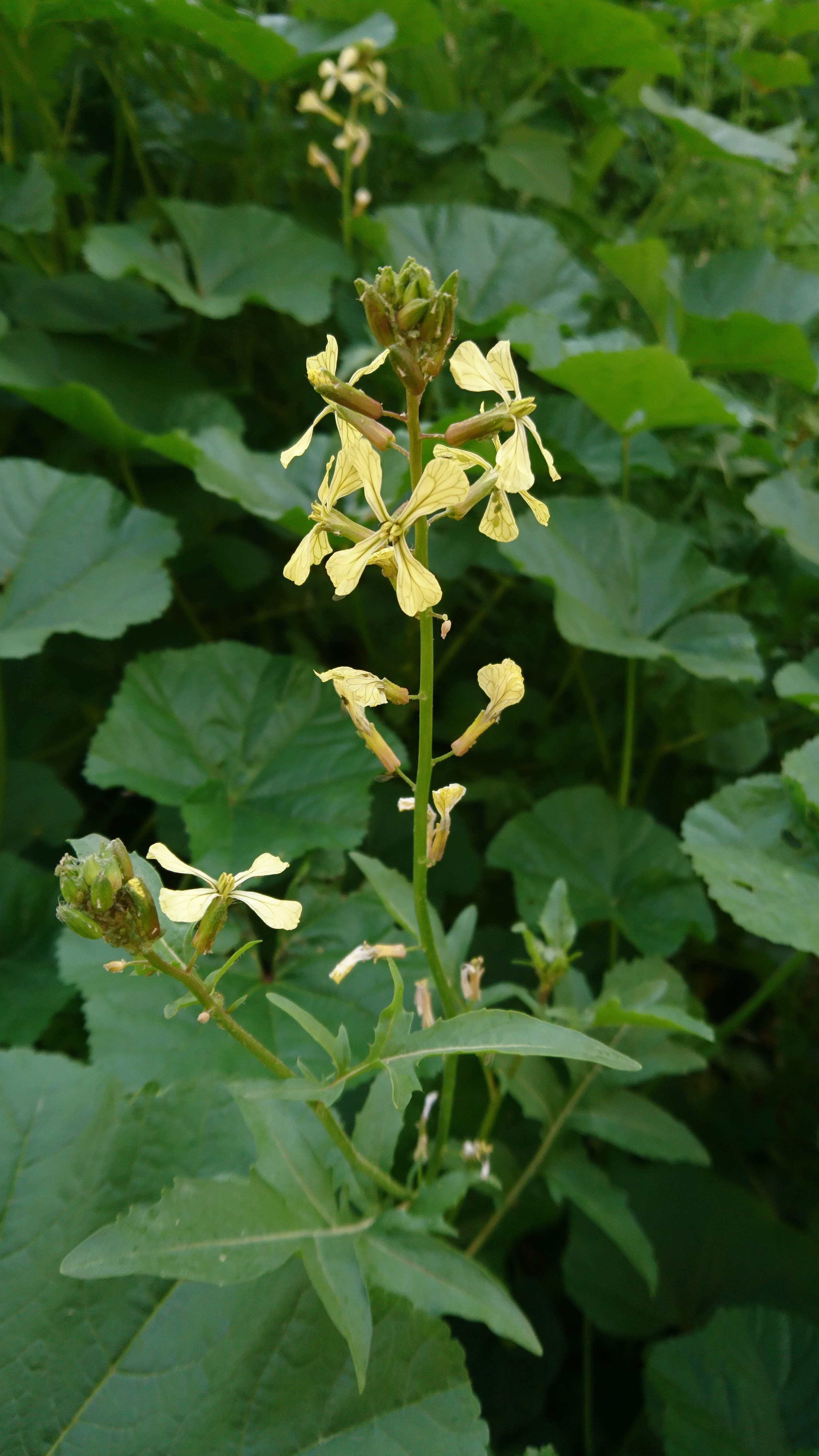
ترب وحشی در بهبهان

ترب وحشی (نام علمی: Raphanus raphanistrum) نام یک گونه از سرده ترب است. این گیاه از میانهٔ زمستان تا اوایل بهار در شهر بهبهان به صورت خودرو در دو گونه با گل‌های زردرنگ یا سفیدرنگ می‌روید.